# Peter van Eyck
Pour les articles homonymes, voir Van Eyck.
Peter van Eyck (de son vrai nom Götz von Eick), né le 16 juillet 1913 à Steinwehr en province de Poméranie (aujourd'hui Kamienny Jaz en Pologne) et mort le 15 juillet 1969 à Männedorf (canton de Zurich), Suisse, est un acteur américain d'origine allemande.

## Biographie
Après des études musicales, il s'exile à Paris en 1931 puis aux États-Unis en 1932 où il travaille comme arrangeur jusqu'en 1943. Il y commence sa carrière d'acteur, favorisée par son physique très germanique (Les Cinq Secrets du désert, de Billy Wilder, 1943). 
De retour en Allemagne en 1949, il connaît le succès (Epilog, H. Käutner, 1950). Mais c'est surtout en 1953, en France, dans Le Salaire de la peur d'Henri-Georges Clouzot qu'on le remarque ; il y est un second rôle majeur, Bimba, aux côtés d'Yves Montand, Charles Vanel et Folco Lulli : film couronné par le Grand Prix du Festival international du film (équivalent de la Palme d'or) en 1953. 
À partir de là, il développe sa carrière internationale et le grand public apprécie sa longue silhouette et ses cheveux de neige, le découvrant tantôt dans des emplois secondaires (Les Gens de la nuit, Nunnally Johnson, 1954), tantôt dans de grands rôles (La Fille Rosemarie, de Rolf Thiele, 1958 ; Le Diabolique Docteur Mabuse, de Fritz Lang, 1960). L'une de ses dernières interprétations fut celle d'un aristocrate européen chassant au Far West dans Shalako (Edward Dmytryk, 1968). 
Il meurt d'une septicémie dans le canton de Zurich[réf. nécessaire].

## Filmographie partielle
- 1943 : La Nuit sans lune (The Moon Is Down) d'Irving Pichel
- 1943 : Hitler's Madman de Douglas Sirk (non crédité)
- 1943 : Les Enfants d'Hitler (Hitler's Children) d'Edward Dmytryk
- 1943 : Convoi vers la Russie (Action in the North Atlantic) de Lloyd Bacon
- 1944 : L'Imposteur (The Impostor) de Julien Duvivier : Hafner
- 1944 : Inconnu à cette adresse (Address Unknown) de William Cameron Menzies
- 1946 : Les Cinq Secrets du désert (Five Graves to Cairo) de Billy Wilder : lieutenant Schwegler
- 1949 : Hallo, Fräulein! de Géza von Cziffra : Tom Keller
- 1950 : Export in Blond de Eugen York : Rolf Carste
- 1950 : Épilogue - Le mystère de l'Orplid (Epilog – Das Geheimnis der Orplid) de Helmut Käutner : Lund
- 1952 : Au cœur de la Casbah de Pierre Cardinal
- 1953 : Alerte au Sud de Jean Devaivre : Howard
- 1953 : Marin du roi (Sailor of the King) de Roy Boulting : le capitaine Ludvic von Falk
- 1953 : Le Salaire de la peur de Henri-Georges Clouzot : Bimba
- 1954 : Le Grand Jeu de Robert Siodmak : Fred
- 1954 : La Chair et le Diable, de Jean Josipovici : Mathias Valdès
- 1954 : Les Gens de la nuit (Night People) de Nunnally Johnson : Petrochine
- 1955 : Les Années sauvages (The Rawhide Years) de Rudolph Maté : Andre Boucher
- 1955 : Tarzan chez les Soukoulous (Tarzan's Hidden Jungle) d'Harold D. Schuster
- 1955 : Un pruneau pour Joe (en) (A Bullet for Joey) : Eric Hartman
- 1955 : L'Enfer de Diên Biên Phu de David Butler : lieutenant Heinrich Heldman
- 1955 : The Adventures of Ellery Queen, série télévisée, épisode Night Visitors : Rudy Lange
- 1955 : Sophie et le Crime de Pierre Gaspard-Huit : Franck Richter
- 1955 : Dossier secret (Mr. Arkadin) d'Orson Welles : Thaddeus
- 1955 : Les Années sauvages (The Rawhide Years) de Rudolph Maté : André Boucher
- 1955 : Le Trompette (Der Cornet - Die Weise von Liebe und Tod) de Walter Reisch : l'écrivain
- 1956 : La Course au soleil (Run for the Sun) de Roy Boulting : Van Anders
- 1956 : Attaque (Attack!) de Robert Aldrich : un officier allemand
- 1957 : Le Feu aux poudres de Henri Decoin : Pedro
- 1957 : Fric-frac en dentelles de Guillaume Radot : Peter Simon
- 1957 : Retour de manivelle de Denys de la Patellière : Éric Fréminger
- 1957 : Der gläserne Turm (de) d'Harald Braun : John Lawrence
- 1957 : Tous peuvent me tuer de Henri Decoin : Cyril Gad
- 1958 : Dr. Crippen lebt d'Erich Engels : le commissaire Léon Ferrier
- 1958 : La Fille Rosemarie (Das Mädchen Rosemarie) de Rolf Thiele : Fribert
- 1958 : Schmutziger Engel d'Alfred Vohrer : le professeur Torsten Agast
- 1958 : L'Homme au masque de verre (en) (The Snorkel) de Guy Green : Paul Decker
- 1958 : Nuits chaudes et nylons noirs (de) (Schwarze Nylons – Heiße Nächte) d'Alfred Braun et Erwin Marno : Alexandre
- 1959 : Ton corps m'appartient (Du gehörst mir) de Wilm ten Haaf : Alexander
- 1959 : L'Espion du Caire (Rommel ruft Kairo) de Wolfgang Schleif : le capitaine Graf von Almassy
- 1959 : Filles de proie (Lockvogel der Nacht) de Wilm ten Haaf : Karl Amsel
- 1959 : Et tout le reste n'est que silence (Der Rest ist Schweigen) d'Helmut Käutner : le général Paul Claudius
- 1959 : La Rage de vivre (Verbrechen nach Schulschluß) d'Alfred Vohrer : le docteur Knittel
- 1959 : À bout de nerfs (Labyrinth) de Rolf Thiele : Ron Stevens
- 1959 : R.P.Z. appelle Berlin (Geheimaktion Schwarze Kapelle) de Ralph Habib : Robert Golder
- 1959 : SOS - Train d'atterrissage bloqué (Abschied von den Wolken) de Gottfried Reinhardt : Pink Roberti
- 1960 : Liebling der Götter de Gottfried Reinhardt : le docteur Hans Simon
- 1960 : Le Diabolique Docteur Mabuse (Die 1000 Augen des Dr. Mabuse) de Fritz Lang : Henry B. Travers
- 1961 : La Loi de la guerre de Bruno Paolinelli : capitaine Langeman
- 1961 : Foxhole in Cairo de John Llewellyn Moxey : László Almásy
- 1961 : Vendredi 13 heures (An einem Freitag um halb zwölf) d'Alvin Rakoff
- 1961 : La Fête espagnole de Jean-Jacques Vierne : Michel Georgenko
- 1961 : Unter Ausschluß der Öffentlichkeit de Harald Philipp : Robert Kessler
- 1962 : Le Jour le plus long de Ken Annakin : lieutenant-colonel Ocker
- 1963 : La Blonde de la station 6 (Station Six-Sahara) de Seth Holt : Kramer
- 1963 : Mabuse attaque Scotland Yard (Scotland Yard jagt Dr. Mabuse) de Paul May : Bill Tern
- 1963 : Le Grand Jeu de l'amour (Das große Liebesspiel) d'Alfred Weidenmann : Le Chef
- 1963 : Le Dernier Alibi (Ein Alibi zerbricht) de Alfred Vohrer : Günther Rohn
- 1964 : Docteur Mabuse et le Rayon de la mort de Hugo Fregonese : le major Bob Anders
- 1965 : L'Espion qui venait du froid (The Spy Who Came in from the Cold) de Martin Ritt : Hans-Dieter Mundt
- 1965 : Guerre secrète de Christian-Jaque : Petchatkin
- 1965 : Die Herren (de) de Franz Seitz et Rolf Thiele : le colonel
- 1966 : À belles dents de Pierre Gaspard-Huit : Peter von Kessner
- 1967 : L'Homme qui valait des milliards de Michel Boisrond : Muller
- 1968 : Roses rouges pour le Führer (Rose rosse per il fuehrer) de Fernando Di Leo : Colonel Kerr
- 1968 : Shalako de Edward Dmytryk : baron Frederick Von Hallstatt
- 1968 : Les tueurs sont lâchés (Assigment to Kill) de Sheldon Reynolds : Walter Green
- 1969 : Le Pont de Remagen de John Guillermin : général von Brock